# Aeroflot-Flug W-2
Am 20. Juli 1977 verunglückte eine Avia 14 auf dem innersowjetischen Linienflug Aeroflot-Flug W-2 von Witim nach Irkutsk, wobei 39 der 40 Insassen, darunter neun Kinder, starben.

## Flugzeug und Besatzung
Das Flugzeug war eine 19 Jahre alte Avia 14M (Luftfahrzeugkennzeichen CCCP-52096, Werknummer:086806109), die ab dem 28. Juni 1958 bis zum Unfall 20.464 Flugstunden absolviert hatte. Die Avia 14 war eine in der Tschechoslowakei gebaute Lizenzversion der Il-14.
Die Besatzung bestand aus dem Flugkapitän Pawel Michailowitsch Trofimow, dem Ersten Offizier Alexander Stanislawowitsch Kaschtschuk, dem Flugingenieur Gennadi Semenowitsch Schurawlew und seinem Ausbilder Wladimir Michailowitsch Panfilow, dem Funker Innokenti Jakolewitsch Gusowski und der Flugbegleiterin Olga Nikolajewna Smolenzowa.

## Wetter
Zum Unfallzeitpunkt war der Himmel durch Cumuluswolken bedeckt. Auf 1000 m gab es Cumulonimbuswolken. Es wehte ein Wind aus 120° (Südosten) mit 3 m/s, während die Sichtweite 20 km
betrug. Zudem regnete es.

## Verlauf
Auf Grund der Regenfälle war die unbefestigte Startbahn aufgeweicht und mit Pfützen überzogen. Gestartet wurde mit Rückenwind in Richtung Norden (345°) auf dem trockenen Westteil, 35 m links der Mitte. 
Der Kapitän konnte jedoch den Kurs nicht halten, so dass das Flugzeug immer weiter nach links abdriftete. Nach 225 m Startstrecke traf das linke Hauptfahrwerk auf einen der Trichter, die als Begrenzung der Startbahn dienten. Nach 345 m hob sich das Bugfahrwerk, welches nach 450 m den zweiten Trichter traf. Nach 550 m verließ auch das rechte Hauptfahrwerk die Startbahn und traf den dritten Trichter und eine der Lampen, die Starts in der Nacht unterstützen. Danach wurden ein vierter Trichter und eine weitere Lampe getroffen, bis die Avia 14 nach 945 m Startstrecke abhob.
Das Heck streifte nach 145 m in der Luft einen Holzpfahl des Flughafenzauns, während das Flugzeug weitere 200 m später auf einer Höhe von 14 m Bäume streifte, wodurch Teile der linken Tragfläche und des linken Querruders abrissen. Die Maschine stieg nach weiteren 300 m in der Luft bis auf 25–30 m, wobei es zum Geschwindigkeitsverlust und danach Strömungsabriss kam. Danach rollte sie nach rechts, bis sie um 50–55° nach rechts und 45–50 m nach unten geneigt aufschlug, 500 m hinter der Startbahn und 225 m links ihrer Mitte. Das und den anschließenden Brand des Wracks überlebte nur ein 1956 geborener Passagier.

## Ursache
Die Ermittler kamen zum Ergebnis, dass Kapitän Trofimow grob gegen das Flughandbuch verstieß, genauer gesagt die entsprechenden Regeln für Starts, indem er versuchte zu starten, obwohl die Bahn aufgeweicht war und trotz des Rückenwindes. Er brach auch nicht den Start ab, als das Flugzeug zur Seite abdriftete. Weiter trug der Fluglotse dazu bei, indem er die Startfreigabe erteilte. Weiter kritisierten sie die mangelhafte Wetterüberwachung durch den Flughafen und die schlechte Verkehrskontrolle durch den Flughafen.